# サント＝リュシー＝ド＝タラノ
サント＝リュシー＝ド＝タラノ （Sainte-Lucie-de-Tallano、コルシカ語:Santa Lucìa d'Attallà）は、フランス、コルス地方公共団体、コルス＝デュ＝シュド県のコミューン。

## 人口統計
| 1962年 | 1968年 | 1975年 | 1982年 | 1990年 | 1999年 | 2004年 | 2014年 |
| ------ | ------ | ------ | ------ | ------ | ------ | ------ | ------ |
| 675    | 626    | 513    | 362    | 424    | 392    | 325    | 442    |

参照元:1962年から1999年までは複数コミューンに住所登録をする者の重複分を除いたもの。それ以降は当該コミューンの人口統計によるもの。1999年までEHESS/Cassini、2006年以降INSEE。